# Lacapelle-Marival
Lacapelle-Marival is een gemeente in het Franse departement Lot (regio Occitanie). De plaats maakt deel uit van het arrondissement Figeac. Lacapelle-Marival telde op 1 januari 2022 1.278 inwoners.

## Geografie
De oppervlakte van Lacapelle-Marival bedroeg op 1 januari 2022 11,61 vierkante kilometer; de bevolkingsdichtheid was toen 110,1 inwoners per km².

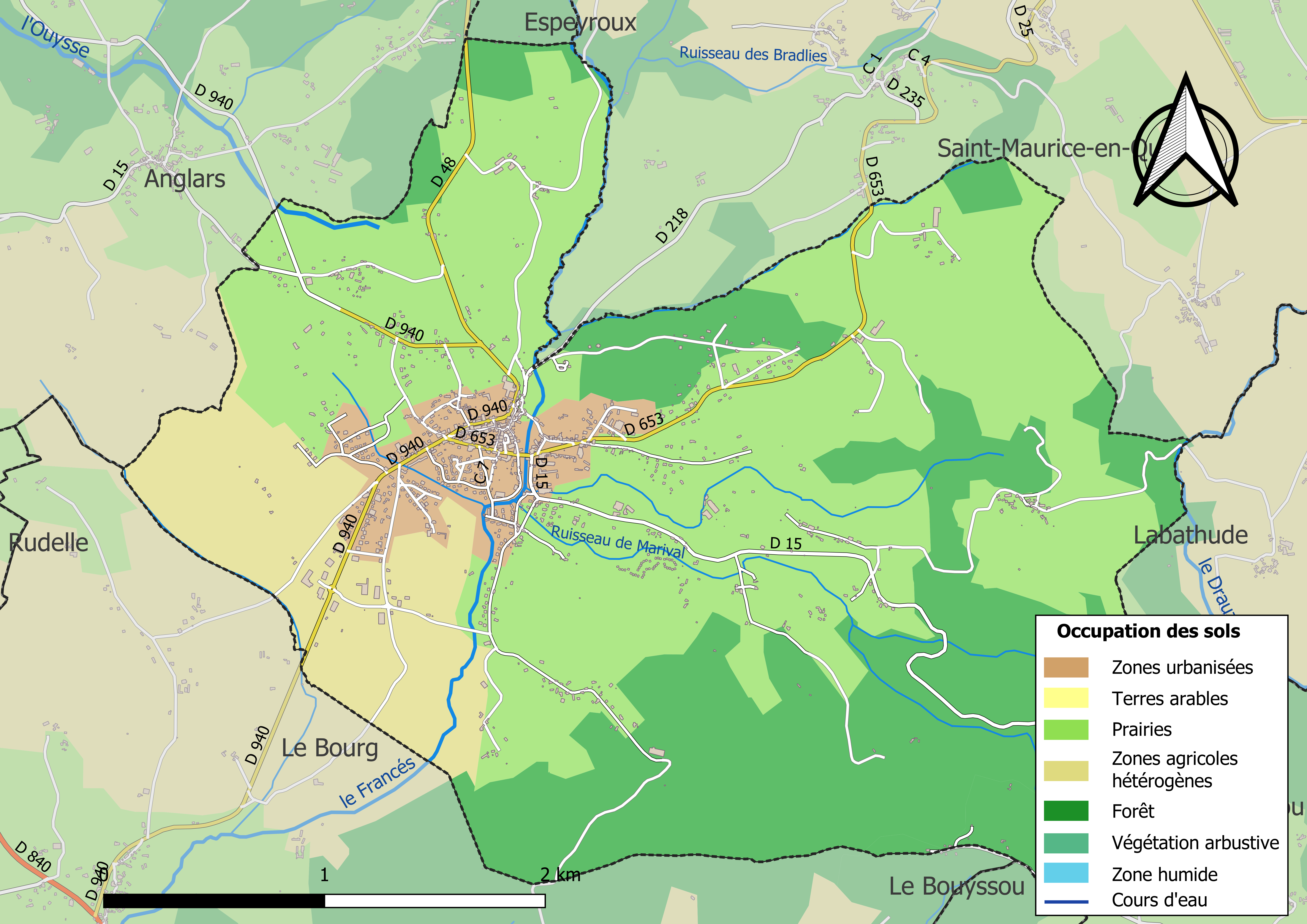
Kaart van de gemeente met de belangrijkste infrastructuur, bodemgebruik en omliggende gemeenten

## Demografie
Onderstaande figuur toont het verloop van het inwonertal (bron: INSEE-tellingen).

## Sport
Lacapelle-Marival was op 23 juli 2022 startplaats van een etappe in wielerkoers Ronde van Frankrijk. Deze tijdrit naar Rocamadour werd gewonnen door de Belg Wout van Aert.